# Frank Norris

Norris (fot. von A. Genthe)

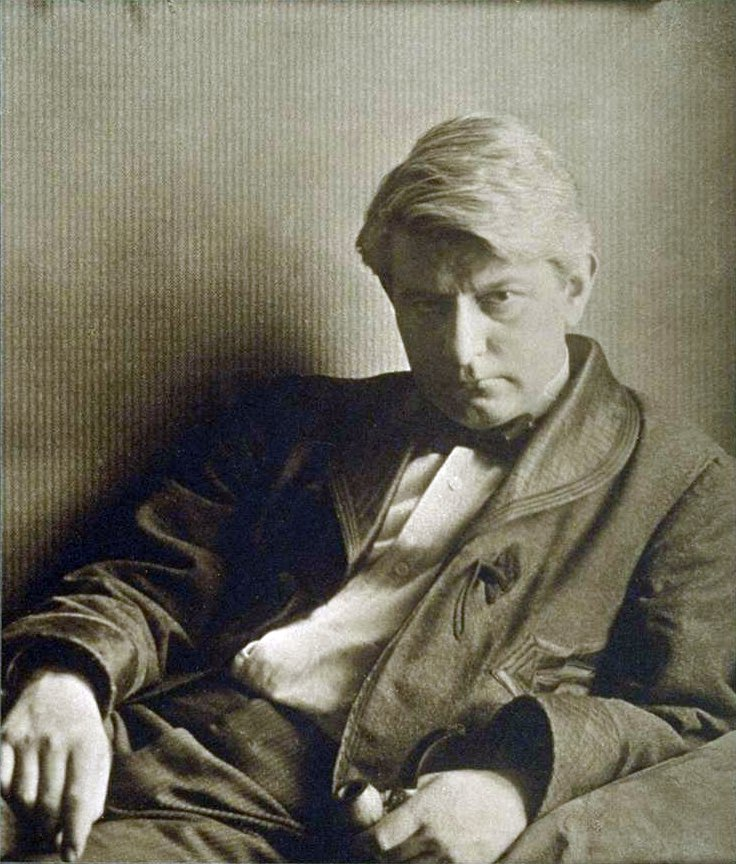
Frank Norris (um 1902)

Frank Norris Elternhaus in San Francisco bis 1894

Frank Norris, eigentlich Benjamin Franklin Norris (* 5. März 1870 in Chicago, Illinois; † 25. Oktober 1902 in San Francisco, Kalifornien) war ein US-amerikanischer Schriftsteller. Als seine bedeutendsten Werke gelten McTeague (1899) und The Octopus (1901).

## Jugend und Studienzeit
Der Vater Benjamin Norris wurde mit einem Hüftleiden geboren, so dass er lahmte. Er lernte bei einem Uhrmacher und reiste dann als Uhrenverkäufer und -mechaniker durch das Land, bis er schließlich sein eigenes Geschäft in Chicago eröffnen konnte. Seine Mutter, Gertrude geb. Doggett, war vor der Ehe Lehrerin an einer öffentlichen Schule und hatte beachtliche Erfolge als Bühnenschauspielerin vorzuweisen. Von ihren fünf Kindern überlebten nur Frank und sein neun Jahre jüngerer Bruder Charles das Kindesalter.
Als Frank 14 Jahre alt war, zog die Familie wegen des Hüftleidens des Vaters in das wärmere Klima nach Kalifornien. In San Francisco besuchte er eine Privatschule in Belmont. Seine Mutter förderte sein künstlerisches Talent und 1886 belegte er einen Zeichen- und Malkurs bei der San Francisco Art Association.
Von 1887 bis 1889 begleitet ihn seine Familie über London nach Paris, wo er, seiner zeichnerischen Begabung folgend, ein Kunststudium im Atelier Julien in Paris begann. Schließlich kam er zu der Erkenntnis, dass in der Malerei nicht seine Zukunft liege und er sich lieber der Literatur zuwenden möchte.
Von 1890 bis 1894 studierte Norris Literatur an der University of California, Berkeley, die er jedoch ohne Abschluss verließ, weil er in Mathematik versagte. In diesen Jahren erkundete er auch ausgiebig das Nachtleben von San Francisco. An der Uni hatten ihn die Vorlesungen des Zoologen Joseph LeConte fasziniert, der die Evolution des Menschen von seiner brutalen animalischen Natur mit den christlichen Werten in Einklang bringen wollte, d. h. die langsame Aufspaltung des Lebens in viele verschiedene Arten durch Anpassung (Darwinismus).
Nach der Scheidung seiner Eltern 1894 schrieb er sich an der Harvard-Universität ein; seine Mutter zog in die Nähe nach Cambridge. Er belegte den Kurs Literarische Komposition bei Lewis E. Gates, der ihm empfahl, die Werke von Émile Zola und des französischen Naturalismus zu lesen. Während dieser Zeit skizzierte er auch erste Entwürfe für McTeague und Vandover and the Brute.
Norris war einer der Schriftsteller, die sich im San Francisco's Bohemian Club trafen, den ein Mitarbeiter des San Francisco Chronicle gegründet hatte. Außerdem gehörte er einer kleinen Gruppe von Künstlern und Bohemiens an, die sich „Les Jeunes“ nannten und aus der Mittel- und Oberschicht San Franciscos stammten.

## Als Journalist und Schriftsteller
Norris ging zurück nach San Francisco und reiste für den San Francisco Chronicle 1896 nach Südafrika, um über die dortige Lage zu berichten. Hierbei geriet er in den Jameson Raid (Aufstand) in Johannesburg und wurde mehrere Wochen im Gefängnis festgehalten. In der Haft erkrankte Norris an tropischem Fieber und wurde später des Landes verwiesen.
Zurück in Kalifornien und schrieb er literarische Beiträge für die Zeitschrift „The Wave“. Unter dem Namen „The Del Monte Wave“ war die Zeitschrift 1888 von Ben C. Truman gegründet worden, um Werbung für das neu erbaute „Del Monte Hotel“  der Southern Pacific Railroad in Monterey zu machen. Inzwischen war John O’Hara Cosgrave Eigentümer und Herausgeber der Zeitschrift geworden und er förderte Norris, indem er 1896–98 viele von Norris’ Kurzgeschichten veröffentlichte. 1898 wurde Norris erster Roman „Moran of the Lady Letty“ in vier Folgen von Januar bis April in „The Wave“ veröffentlicht. Cosgrave übernahm 1900 das „Everybody’s Magazine“ und blieb Norris weiterhin zugetan.
Nach zwei Jahren bei der „Wave“ war Norris, der junge Lebemann, müde geworden, weiterhin einer jener „Gecken“ zu sein, die elegante Pacific Heights Dinner-Partys besuchten, die er später in seinen Romanen verspotten sollte. Er nahm Urlaub und besuchte 1897 die „Big Dipper Mine“ in der Nähe von Colfax, ein Goldgräber-Lager in den Sierras, um Material für die Fertigstellung von McTeague, seinem Märchen von Gold und Gier, zu sammeln. Der Lagerleiter war ein Bruder aus der Studentenverbindung, den er später in der Person von Annixter in seinem Roman „Octopus“ beschrieb.
1898 erhielt er ein Schreiben von John S. Phillips, einem Mitglied des Verlags Doubleday & McClure Company in New York, der seine Serie von „Moran“ gelesen hatte und ihn nach New York City einlud. Phillips stellte ihn auch als Leser von eingehenden Manuskripten bei Doubleday ein. In dieser Funktion empfahl er Theodore Dreisers Erstlingswerk „Sister Carrie“ zur Veröffentlichung. Das „McClure’s Magazine“ veröffentlichte im Dezember 1898 seine Erzählung „Miracle Joyeux“ und im März 1899 „This Animal of a Buldy Jones“
Für das „McClure's Magazine“ reiste Norris 1899 als Kriegsberichterstatter über den Spanisch-Amerikanischen Krieg nach Kuba und erlitt hier wiederum einen Malaria-Anfall.
Nach „Moran and the Lady Letty“ veröffentlichte Doubleday in schneller Folge „Blix“, „A Man’s Woman“ und schließlich McTeague. Nun konnte Norris mit der Arbeit an seinem „Epos des Weizens“, einer Trilogie über das uramerikanische Thema des Weizens („The Octopus“, „The Pit“). Vor Vollendung des dritten Teils „Wolf“ starb Norris 1902 an den Folgen eines Blinddarmdurchbruchs und einer Bauchfellentzündung, die sich durch einen neuerlichen Anfall des tropischen Fiebers verkompliziert hatten.

## Die Romane und Erzählungen

### Moran of the Lady Letty
Moran of the Lady Letty (Copyright 1899 by Doubleday & McClure) Der junge, reiche Ramon Laredo wird entführt und muss auf einem Schiff von skrupellosen Schmugglern arbeiten. Sie treffen auf die sinkende "Lady Letty" und können einige Mitglieder der Mannschaft retten. Unter den Überlebenden ist Letty 'Moran' Sternerson, die temperamentvolle Tochter des Kapitäns der „Letty“. Moran und Ramon können sich eigentlich nicht leiden. Als jedoch sein böser Kapitän Jack Kitchell ein Auge auf sie wirft, wird Ramon zu ihrem Retter. Einige Kapitel seines Romans „Moran“ las Norris Kapitän Joseph Hodgson vor, der in Presidio bei der United States Life Saving Station arbeitete und ihm bei nautischen Fachausdrücken und der richtigen Seemannschaft eine große Hilfe war. Norris nahm ihn als Vorbild für die Figur des „Captain Jack“ in diesem Roman

### BLIX
In seinem Roman BLIX (Copyright 1899 by Doubleday & McClure) ist die Hauptfigur Conde Rivers, ein einfacher Mann, der für die Sonntagsbeilage einer Zeitung in San Francisco schreibt. Er trifft Travis Bessemer, ein 19-jähriges Mädchen, das vor dem Frausein steht. Sie werden enge Freunde und Conde besiegelt sein Schicksal, als er Travis seine Liebe gesteht. Es stellt sich heraus, dass sie ihn nicht liebt und er sie im Grunde auch nicht – zumindest sagen sie das. Nach diesem gegenseitigen Geständnis erleben sie dennoch gemeinsame Abenteuer, die alle ziemlich erfunden sind. So heilt Travis ihn von seiner Spielsucht, indem Conde nur mit ihr spielt. Die Geschichte ist die leichteste, romantischste und trivialste seiner Werke. Dieser Roman soll autobiografische Züge tragen, denn er begegnete in dieser Zeit der damals 17-jährigen Jeanette Black, seiner späteren Ehefrau.

### McTeague – a story of San Francisco
Dass sich der 1897 gerade gegründete Verlag Doubleday & McClure Company in New York 1899 dafür entschied, McTeague - a story of San Francisco zu veröffentlichen, ist geradezu überraschend.
Auch wenn William Dean Howells in der Buchbesprechung des „Atlantic Monthly“ „die kleinen Wunder der Beobachtungen“ pries und Willa Cather McTeague als wahrhaftige Studie des amerikanischen Lebens durch die Anpassung an den Stil von Émile Zola pries, galt Norris bei den anderen Kritikern als Autor eines perversen, schmutzigen Buches.
Vulgär, grauenvoll, ekelhaft, schmutzig, abstoßend, übel waren die typischen Bezeichnungen, mit denen amerikanische und englische Kritiker auf McTeague reagierten, so wie sie es zwei Jahrzehnte zuvor mit Émile Zolas Verletzungen der anglo-amerikanischen Tabus getan hatten. Ihre Gründe werden sofort beim ersten Lesen deutlich. Wörter, die bisher in der Literatur nicht vorkamen, erscheinen hier, wie z. B. urinieren, oder 'die Heldin unterliegt einem Brechreiz und übergibt sich' oder dass ihre Geschwister vom Vater missbraucht werden. Norris beschreibt in McTeague offen die männliche und weibliche sexuelle Erregung. Solche Szenen waren nicht druckreif, so dass Norris sich gezwungen sah, sie vor der dritten Auflage 1899 umzuschreiben. Der englische Verleger Grant Richards informierte Doubleday & McClure, dass sie das Buch nicht vermarkten würden, bevor eine Literaturzensur stattgefunden habe. Richards war unerbittlich und es sollte bis 1941 dauern, bis ein Verleger den Text in der Originalversion von McTeague wieder herstellte.
Die Anstößigkeit von McTeague spiegelt sich in der Tatsache wider, dass die Literaturverfilmung von Erich von Stroheim als „Greed“ 1924 noch als „schmutziger Film“ beurteilt wurde.

### Vandover and the Brute
Norris bot Vandover and the Brute kurz nach der Veröffentlichung von „McTeague“ wiederum Doubleday & McClure an. Diese lehnten das Manuskript jedoch ab, ebenso wie etwas später William Heinemann in London. Verzweifelt, dass es nicht gedruckt wurde, begann Norris, einige Szenen daraus für andere Erzählungen zu verwenden.
Den Großteil seines Romans Vandover and the Brute schrieb Norris, als er 1894–1895 Student in Harvard war, mit der Absicht, einen Aspekt des Studentenlebens zu beschreiben. Die Handlung war jedoch inakzeptabel für den Geschmack der Jahrhundertwende. Als das Buch schließlich 1914 doch erschien, erklärte ein Kritiker des „Bookman“, dass „es hätte ausschließlich für den privaten Umlauf herausgebracht werden sollen“. Die Geschichte spielt in San Francisco in den 1890er Jahren. Vandover, frisch von der Uni und der Sohn eines wohlhabenden Besitzers von Mietshäusern, träumt davon, ein Künstler zu werden, aber es mangelt ihm an Disziplin. Er driftet in ein ausschweifendes Leben von Laster, Prostitution, Müßiggang und Maßlosigkeit. Seine Verführung einer jungen Frau führt zu deren Selbstmord und dem Tod seines eigenen Vaters. Von falschen Freunden um einen Teil seines Erbes betrogen, verspielt Vandover den Rest. Um seine Freunde zu unterhalten, hat er manchmal einen Wolf imitiert, aber jetzt, da sein Charakter schwächelt, identifiziert er sich immer mehr mit dem "Wolf" und fühlt das „Biest“ in sich. Schließlich, gebrochen an Leib und Seele, wird er zum Penner reduziert, der die Mietshäuser reinigt, die er einst besaß. Seine Degeneration beschreibt Norris durch Anfälle von Lykanthropie, während derer er nackt, auf allen vieren kriechend und heulend wie ein Wolf, herumläuft.

### A Man’s Woman
Die Idee zu seinem nächsten Roman A Man’s Woman kam Norris höchstwahrscheinlich durch das 1897 bei Harper Brothers in New York veröffentlichte Buch von Fridtjof Nansen über dessen Polar-Expedition. Norris’ Hauptfigur ist ebenfalls ein furchtloser und unerschrockener Polarforscher, den Norris aber über eine andere Route führt als Nansen. Als er von seiner Expedition zurückkehrt, kämpft er um die Liebe einer selbstbewussten Krankenschwester. Der Roman beinhaltet genügend aufregende Vorfälle, um ein Bestseller oder „Reißer“ zu werden. Er zeigt Norris’ Versuch, die dynamische Kraft in der Verbindung zwischen Männern und Frauen zu untersuchen.
Der Roman wurde am 22. März 1899 beendet und im Oktober des gleichen Jahres an die Druckerei gesandt. Nachdem die Druckplatten fertiggestellt waren, kam die Nachricht, dass ein Theaterstück unter dem Titel "A Man's Woman" von Anne Crawford Flexner geschrieben und unter Copyright gestellt war. Da es unmöglich war, den Titel des Romans nach Erhalt der Mitteilung noch zu ändern, wurde er unter seinem Originaltitel veröffentlicht.

### The Octopus
Obwohl William Dean Howell Norris riet, in New York zu bleiben, um seinen Ruf in der Literaturszene zu festigen, reiste Norris – ausgerüstet mit einem Vorschuss seines Verlages Doubleday – im Frühjahr 1899 nach Kalifornien. Seit langem war er inspiriert von der „Mussel Slough Tragödie“, in der die Southern Pacific Railroad und die Farmer 1880 wegen des Kaufpreises von Land einen erbitterten Kampf ausgefochten hatten. Norris wollte nun endlich sein „Epos des Weizens“ vollenden. Er begann seine Recherche in alten Ausgaben des „Chronicle“ in der „Mechanics’ Institute Library“ in San Francisco und reiste dann auf die 5000 Acres große „San Benito Ranch“, die sein Studienfreund, Gaston Ashe, bewirtschaftete. Norris blieb hier während der Weizenernte und studierte die riesigen Mähdrescher, die er als Hintergrund in seinem Roman benutzte. Zurück in New York wurde für ihn ein Treffen mit Collis P. Huntington, dem Erbauer der Eisenbahnstrecke, arrangiert, damit Norris auch dessen Meinung hörte. Norris personifizierte Huntington als Shelgrim später in seinem Roman. Dieser machte ihn darauf aufmerksam, dass die Weizenbauer versucht hätten, die Eisenbahnkommission zu bestechen. Das war ein bisher unbekannter Aspekt für Norris, der seinen Idealismus durchschüttelte, und die Weizenbauern moralisch auf die gleiche Ebene brachte wie die Eisenbahn. In seinem Roman lässt Norris Huntington (als Shelgrim) sagen, dass der Konflikt aus gewissen Umständen entstanden sei, „the naked law of supply and demand“ (das nackte Gesetz von Angebot und Nachfrage), das niemand stoppen oder kontrollieren kann. Das alles beherrschende Thema in Norris’ Roman ist die Auswirkung der Industrialisierung auf friedliche landwirtschaftliche Gemeinden und das daraus resultierende Chaos im Leben von Menschen, die in diesen Gemeinden lebten. Seine auffälligste Metapher ist, dass die 'Tentakel in Form der Bahngleise sich dermaßen ausbreiten, dass sie das Land ersticken', deshalb der Titel des Buches The Octopus – die Krake.

Hier ist die Beschreibung von Norris im Original: 

“Presley saw again, in his imagination, the galloping monster, the terror of steel and steam, with its single eye, cyclopean, red, shooting from horizon to horizon; but saw it now as the symbol of a vast power, huge, terrible, flinging the echo of its thunder over all the reaches of the valley, leaving blood and destruction on its path; the leviathan, with tentacles of steel clutching into the soil, the soulless Force, the iron-hearted Power, the monster, the Colossus, the Octopus.”

Anfangs hatte Norris Schwierigkeiten, sein Buch bei seinem Verlag unterzubringen. 1900 hatte McClure seine Teilhaberschaft an Doubleday aufgegeben. Der neue Partner, Walter Hines Page, fürchtete Repressalien von der mächtigen Eisenbahngesellschaft und zögerte mit der Veröffentlichung. „The Octopus“ wurde ein Bestseller und brachte Doubleday viel Geld ein. Ein Exemplar der Erstausgabe von 1901, das er seiner Frau widmete, ist erhalten geblieben. Norris wurde für dieses Buch mit Lob überschüttet und der Kritiker Charles Child Walcutt sah es als „one of the finest American novels written before 1910“ (einer der besten amerikanischen Romane, die vor 1910 geschrieben wurden.)

### A Deal in Wheat
Im August 1902 veröffentlicht Norris im “Everybody's Magazine” seine Kurzgeschichte “A Deal in Wheat”, in der er die korrupten Geschäftspraktiken in der Landwirtschaft darstellt. Der Preis für Weizen ist der rote Faden dieser Erzählung. Während ein Ehepaar sein Land aufgeben muss, weil es nur 65 cents pro bushel für ihren Weizen bekommen soll und bereits $1,- investiert hat, handeln die Getreidehändler an der Börse von Chicago mit $1,50 pro bushel.

### The Pit – The Story of Chicago
Der zweite Teil seines "Epos des Weizens" The Pit – The Story of Chicago erschien 1902 als Fortsetzungsgeschichte in der „Saturday Evening Post“ und wurde 1903 posthum als Buch veröffentlicht. Dieses Buch beschrieb weit ausführlicher als die vorgenannte Kurzgeschichte die Praktiken der Getreidehändler an der Börse und wurde ebenfalls ein großer Erfolg.

## Norris’ Naturalismus
Realistische Romane sehen die menschliche Entscheidung als selbstverständlich an. Im Augenblick der Entscheidung, z. B. wen heiraten oder welchen Beruf ergreifen, sind sich die Hauptpersonen dessen bewusst. Im Gegensatz hierzu zeigt der naturalistische Roman, wie menschliche Handlungen durch äußere Einflüsse außer Kraft gesetzt werden oder sogar Vorrang erhalten. Die Handlungen folgen unausweichlichen Bahnen und ihre Charaktere manifestieren wenig oder gar kein Bewusstsein. So begann Norris, Romane im naturalistischen Stil zu schreiben, indem er seine Charaktere als irrationale Tiere, die von ihren eigenen Instinkten getrieben werden, porträtierte. Heute wird Naturalismus als Vorherbestimmtheit charakterisiert, als moderner Nachfolger der Tragödie. Ein anderer Aspekt ist die Bedeutung der psychologischen Vorherbestimmtheit durch solche Kräfte wie Gewohnheit oder Zwang.
So beschreibt er in McTeague, wie wirtschaftliche Umstände, Alkoholismus, Veranlagung und Zufall einen Mann zwingen können, zum Mörder zu werden.
Norris glaubte, dass ein Roman einen moralischen Zweck erfüllen sollte, der Menschen auf die Tragödien und Nöte ihrer Mitmenschen aufmerksam macht und beweist, dass Ungerechtigkeit, Kriminalität und Ungleichheit sehr wohl existieren.

## Verfilmung seiner Bücher
1922 wurde das Buch „Moran of the Lady Letty“ (deutscher Titel: „Das Piratenschiff“) unter der Regie von George Melford verfilmt, mit Rudolph Valentino als Ramon und Dorothy Dalton als Moran in den Hauptrollen.
Mit diesem Film sollte Valentinos Image als "latin lover" etabliert werden.
Der Roman „McTeague: A Story of San Francisco“ (dt. „Gier nach Gold“) wurde von Erich von Stroheim als Vorlage für den legendären Stummfilm Greed (1924) genutzt. Der Film gilt als eines der wichtigsten Werke der Filmgeschichte. Zu Stroheims Verfilmung: Siehe Wikipedia-Artikel → Gier (1924)
Bereits 1909 hatte D. W. Griffith Norris’ „The Pit“ für seinen Kurzfilm „A Corner in Wheat“ adaptiert.

## Studentenverbindung Phi Gamma Delta
1894 hatte Frank Norris eine ausgeklügelte Scherz-Zeremonie „Hail the pig!“ für das jährliche Spanferkel-Essen, das am Vorabend des Football-Spiels zwischen den Universitäten von Stanford und California im „Old Poodle Dog“ an der Ecke Bush und Grant streets stattfand, geschrieben und vorgeschlagen, dieses Essen jährlich zu wiederholen. (Bis zum Großbrand von San Francisco 1906 fand es hier statt.) Dieser Vorschlag wurde von den 20 Mitgliedern angenommen. Jeder Bruder wurde namentlich aufgerufen und musste seinen Treueschwur auf die Phi Gamma Delta Verbindung erneuern, indem er die Schweineschnauze küsste. 1900 sandte Norris am 28. November aus New Jersey einen „exil toast“ an die Bruderschaft, der verlesen wurde. Nach Norris’ Tod wurde dieses Spanferkel-Essen ihm gewidmet und der Brauch breitete sich unter anderen Phi Gamma Delta Bruderschaften im Lande aus.
Frank Norris wurde auf dem Mountain View Cemetery in Oakland, California beigesetzt. Einst ruhte er im Schatten von vier irischen Eibenbäumen. Seine Studentenverbindung Phi Gamma Delta der University of California ließ einen ca. 2,40 m hohen Grabstein im Stil der Arts-and-Crafts-Bewegung errichten. Es ist verziert mit drei Weizenähren als Tribut an seinen Roman „The Octopus“, der im Weizenanbaugebiet des San Joaquin Valley angesiedelt ist. Er trägt den Namen Frank Norris (Benjamin wurde weggelassen) und das Geburts- und Sterbejahr in römischen Zahlen (MDCCCLXX-MCMII), um die Tatsache etwas zu verschleiern, dass dieser profilierte und landesweit anerkannte Schriftsteller nur 32 Jahre alt wurde. Inschrift: Beloved by his brothers in Phi Gamma Delta who cherish his memory and testify their gratitude for his devotation to the fraternity (Geliebt von seinen Brüdern der Phi Gamma Delta, die sein Andenken bewahren und ihren Dank für seine Hingabe an die Bruderschaft bekunden).

## Familie
Im Oktober 1899 kehrte Norris nach New York zurück, den Kopf voller Eindrücke für sein neues Buch. Vier Jahre zuvor hatte er sich in eine Debütantin aus San Francisco, Jeanette Black, verliebt, und die Romanze erblühte immer wieder, wenn er dorthin kam. Jeanette war 9 Jahre jünger als Frank und eine Schönheit im Stil des „Gibson Girls“. In seinem Roman "BLIX" soll er autobiografische Züge dieser Beziehung verarbeitet haben.
Frank und Jeanette heirateten am 12. Februar 1900 in der St. George’s Episcopal Church in New York und bezogen ein 2-Zimmer-Apartment am Washington Square. Im Oktober siedelten sie jedoch nach Roselle in New Jersey über, damit Frank sein Manuskript zum „Octopus“ ohne die Ablenkungen der Großstadt beenden konnte. Am 9. Februar 1902 wurde eine Tochter geboren.
Sie beabsichtigten, New York zu verlassen und San Francisco zu ihrem Zuhause zu machen. Auch wollten sie mit einem Segelschiff nach Asien reisen, denn der letzte Teil des "Epos des Weizens" sollte den Hunger dort – oder aber in Europa – zum Inhalt haben.
1903 gibt Jeanette Norris "The Complete Works" von jeweils 100 sets, gedruckt auf Strathmore Papier, in sieben Bänden heraus. Später werden diese von Franks Bruder Charles auf 10 Bände erweitert.
Im Vorwort zu “The third circle” berichten Gelett Burgess und Will Irving, dass sie sich eines Nachts in das leer stehende Bürogebäude der „Wave“ schlichen und dort einen Satz Akten griffen, in denen sich Geschichten von Norris befanden. Im Nachhinein waren sie froh über diesen Einbruch, denn so wurden die Unterlagen vor dem Großen Feuer in San Francisco von 1906 gerettet.

## Werke
Viele seiner Werke wurden erst posthum veröffentlicht
- Yvernelle (1892, novel)
- Moran of the Lady Letty (1898, novel, serialized) - dt. Ausgabe Der Ozean ruft. Verlag: Greifenverlag zu Rudolstadt & Berlin, 2009. ISBN 978-3869398631
- McTeague (1899, novel) – dt. Ausgabe Gier nach Gold, Aufbau-Verlag, Berlin 1958.
- Blix (1899, novel)
- A Man's Woman (1900, novel)
- The Octopus (1901, novel) - dt. Ausgaben Der Octopus Verlag: Rowohlt TB-V., Rnb. (1987) ISBN 978-3499400162 und Octopus Verlag: Bastei-Verl. Lübbe, Berg. Gladbach (1997) ISBN 978-3404138944
- The Pit (1903, novel)- dt. Ausgabe Die Getreidebörse Verlag: Aufbau-Verlag, 1. Auflage (1979)
- The Responsibilities of the Novelist and Other Literary
- A Deal in Wheat, and Other Stories (1903, short stories)
- The Joyous Miracle (1906)
- The Third Circle (1909)
- Vandover and the Brute (1914)
- The Surrender of Santiago (1917)
- Complete Works (1928, 10 vols.)
- Kenneth A. Lohf: Frank Norris: a bibliography. Columbia University Libraries. Verlag: Talisman Press, Los Gatos 1959 - Hier sind alle Veröffentlichungen aufgelistet.